# Beaucouzé
Beaucouzé est une commune française située dans le département de Maine-et-Loire, en région Pays de la Loire. Elle est située en périphérie ouest de la ville d'Angers et fait partie de la communauté urbaine Angers Loire Métropole.

## Géographie

### Localisation
Située dans la banlieue ouest d'Angers, à 6 km de la préfecture de Maine-et-Loire, elle connaît une expansion démographique importante, notamment grâce sa proximité avec Angers.
La ville est desservie par :
- la RD 323 (ex-RN 23),
- la sortie autoroutière « Angers-ouest » du contournement nord de l'A11,
- la rocade ouest (RD 523 - RD 775).

### Climat
Pour des articles plus généraux, voir Climat des Pays de la Loire et Climat de Maine-et-Loire.
En 2010, le climat de la commune est de type climat océanique altéré, selon une étude du CNRS s'appuyant sur une série de données couvrant la période 1971-2000. En 2020, Météo-France publie une typologie des climats de la France métropolitaine dans laquelle la commune est exposée à un climat océanique et est dans la région climatique Moyenne vallée de la Loire, caractérisée par une bonne insolation (1 850 h/an) et un été peu pluvieux.
Pour la période 1971-2000, la température annuelle moyenne est de 11,8 °C, avec une amplitude thermique annuelle de 14,3 °C. Le cumul annuel moyen de précipitations est de 700 mm, avec 11,2 jours de précipitations en janvier et 5,8 jours en juillet. Pour la période 1991-2020, la température moyenne annuelle observée sur la station météorologique installée sur la commune est de 12,6 °C et le cumul annuel moyen de précipitations est de 709,3 mm,. Pour l'avenir, les paramètres climatiques de la commune estimés pour 2050 selon différents scénarios d'émission de gaz à effet de serre sont consultables sur un site dédié publié par Météo-France en novembre 2022.
| Mois                                  | jan.             | fév.             | mars           | avril           | mai             | juin           | jui.           | août           | sep.           | oct.            | nov.          | déc.             | année      |
| ------------------------------------- | ---------------- | ---------------- | -------------- | --------------- | --------------- | -------------- | -------------- | -------------- | -------------- | --------------- | ------------- | ---------------- | ---------- |
| Température minimale moyenne (°C)     | 3,3              | 2,9              | 4,6            | 6,3             | 9,6             | 12,6           | 14,3           | 14,3           | 11,4           | 9,3             | 5,9           | 3,5              | 8,2        |
| Température moyenne (°C)              | 6                | 6,4              | 9              | 11,3            | 14,7            | 18,1           | 20             | 20,1           | 16,9           | 13,4            | 9,1           | 6,3              | 12,6       |
| Température maximale moyenne (°C)     | 8,8              | 9,9              | 13,3           | 16,4            | 19,9            | 23,5           | 25,8           | 25,9           | 22,4           | 17,4            | 12,3          | 9,2              | 17,1       |
| Record de froid (°C) date du record   | −15,4 17.01.1987 | −12,8 04.02.1963 | −10,6 01.03.05 | −3,4 12.04.1986 | −1,6 07.05.1957 | 2,3 12.06.1957 | 4,5 05.07.1965 | 5,1 05.08.1967 | 2,5 19.09.1952 | −3,2 29.10.1947 | −8 23.11.1956 | −13,4 29.12.1964 | −15,4 1987 |
| Record de chaleur (°C) date du record | 17,1 15.01.1975  | 21,2 15.02.1958  | 24,8 30.03.21  | 29,7 30.04.05   | 32,8 29.05.1947 | 40,1 18.06.22  | 40,7 18.07.22  | 38,7 07.08.20  | 35,7 14.09.20  | 30,5 02.10.23   | 22,2 08.11.15 | 19 07.12.00      | 40,7 2022  |
| Ensoleillement (h)                    | 684              | 977              | 1 423          | 1 796           | 205             | 2 242          | 2 353          | 2 253          | 1 917          | 1 209           | 841           | 708              | 18 451     |
| Précipitations (mm)                   | 69,9             | 54,4             | 52,8           | 54,7            | 59,4            | 48,7           | 45             | 48,2           | 56,5           | 71,9            | 72,9          | 74,9             | 709,3      |

## Urbanisme

### Typologie
Au 1er janvier 2024, Beaucouzé est catégorisée ceinture urbaine, selon la nouvelle grille communale de densité à sept niveaux définie par l'Insee en 2022.
Elle appartient à l'unité urbaine d'Angers, une agglomération intra-départementale regroupant douze  communes, dont elle est une commune de la banlieue,,. Par ailleurs la commune fait partie de l'aire d'attraction d'Angers, dont elle est une commune de la couronne,. Cette aire, qui regroupe 81 communes, est catégorisée dans les aires de 200 000 à moins de 700 000 habitants,.

### Occupation des sols
L'occupation des sols de la commune, telle qu'elle ressort de la base de données européenne d’occupation biophysique des sols Corine Land Cover (CLC), est marquée par l'importance des territoires agricoles (62,8 % en 2018), en diminution par rapport à 1990 (78,4 %). La répartition détaillée en 2018 est la suivante : 
terres arables (24,3 %), prairies (21 %), zones industrielles ou commerciales et réseaux de communication (17,8 %), zones agricoles hétérogènes (14,8 %), zones urbanisées (11,2 %), forêts (8,2 %), cultures permanentes (2,7 %). L'évolution de l’occupation des sols de la commune et de ses infrastructures peut être observée sur les différentes représentations cartographiques du territoire : la carte de Cassini (XVIIIe siècle), la carte d'état-major (1820-1866) et les cartes ou photos aériennes de l'IGN pour la période actuelle (1950 à aujourd'hui).

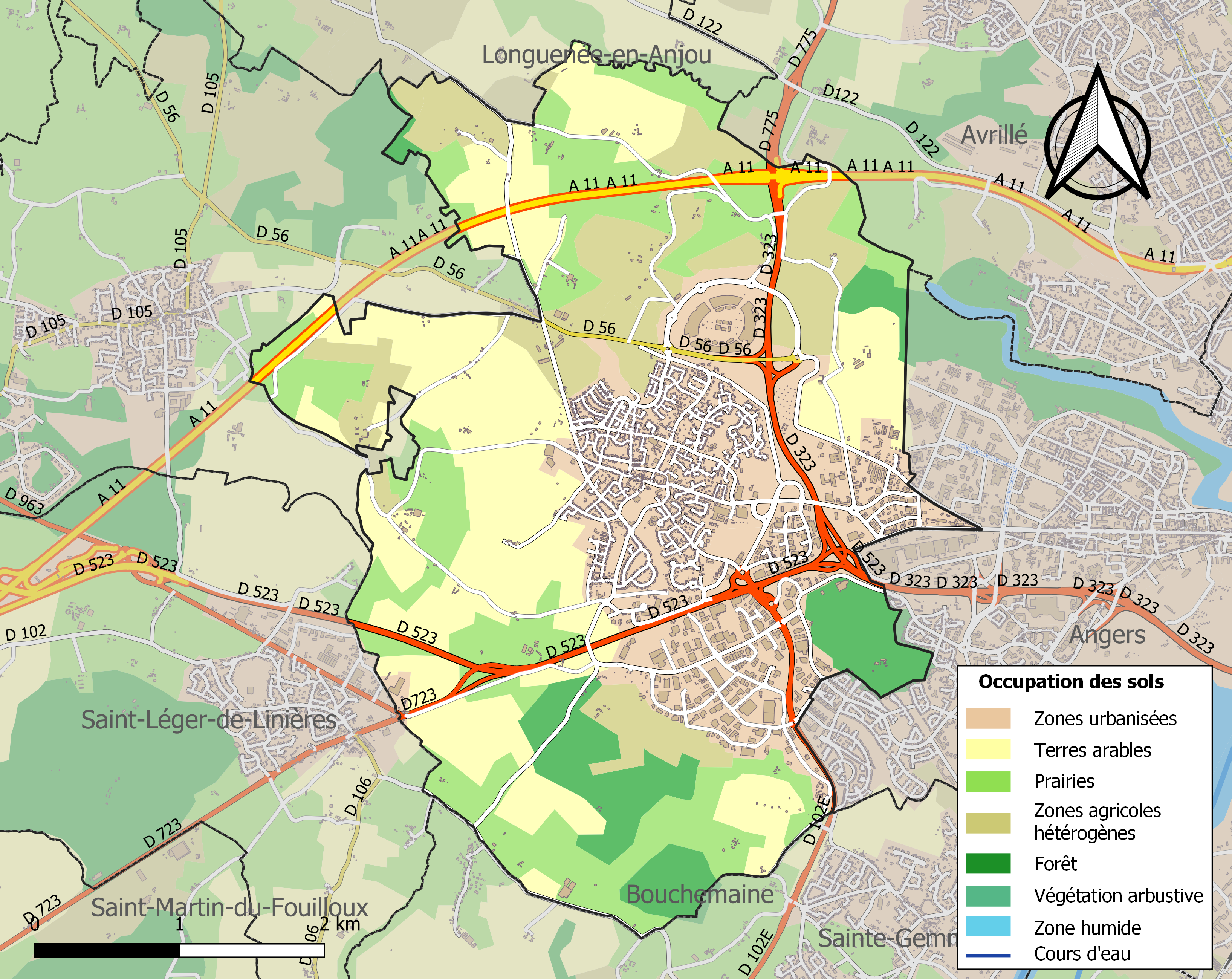
Carte des infrastructures et de l'occupation des sols de la commune en 2018 (CLC).

### Voies de communication et transports
- Beaucouzé est traversée d'Est en Ouest par deux axes routiers. Sur la partie Sud de l'agglomération par la N323/D523, ancien axe Angers/Nantes, et sur la partie Nord de l'agglomération par l'A11 (entre les Km 269 et 273), axe reliant Nantes à Paris.

Transports urbains :
- Beaucouzé est desservie par les lignes no 2, 4 et E20 du réseau de bus IRIGO.

### Toponymie
Formes anciennes du nom : Vulcosiacus en 1132, Biaucouseium en 1283, Bellum Couseium en 1489, Beaucouse en 1301, Beaucose en 1315, Paroisse de Beaucousin en 1352, Beaucouzé en 1793 et 1801.
Le nom de la commune a pour origine le mot Wulfcoz, nom d'homme germanique propriétaire du domaine à l'époque gallo-romaine, suivi du suffixe -acum (qui indique la propriété).
Nom des habitants : les Beaucouzéens.

### Héraldique
| Blason | Blasonnement : Parti : au premier d'azur au chef cousu de gueules, à l'escarboucle fleur de lysée d'or brochant, au second de sinople à la fasce ondée d'argent. |

## Histoire
La forme latine ancienne Vulcosiacus indique la présence d'un domaine gallo-romain.
Lors de la Guerre franco-allemande de 1870, la commune perd neuf habitants engagés dans l'armée française. Pendant la Première Guerre mondiale, 35 habitants perdent la vie. Lors de la Seconde Guerre mondiale, trois habitants sont tués.

## Politique et administration

### Administration municipale
| Période                                  | Période                   | Identité               | Étiquette | Qualité                                              |
| ---------------------------------------- | ------------------------- | ---------------------- | --------- | ---------------------------------------------------- |
| 1796                                     | 1801                      | Pierre Manseau         |           | agent municipal                                      |
| 1801                                     | 1808                      | René François          |           |                                                      |
| 1808                                     | 1813                      | Camille Boguais        |           |                                                      |
| 1813                                     | 1830                      | Jean Dupont            |           |                                                      |
| 1830                                     | 1831                      | Ambroise Roux          |           |                                                      |
| 1831                                     | 1844                      | Pierre-Julien Querdray |           |                                                      |
| 1844                                     | 1848                      | Paul-Prosper Guilhem   |           |                                                      |
| 1848                                     | 1849                      | Louis Goujon           |           |                                                      |
| 1849                                     | 1853                      | Hervé Frémond          |           |                                                      |
| 1853                                     | 1888                      | Charles Bouton-Lévêque |           |                                                      |
| 1888                                     | 1892                      | Charles Lacretelle     |           |                                                      |
| 1892                                     | 1896                      | Alfred Bain            |           |                                                      |
| 1896                                     | 1912                      | Ambroise Guichard      |           |                                                      |
| 1912                                     | 1919                      | Henri Faris            |           | capitaine                                            |
| 1919                                     | 1929                      | Jean Dézanneau         |           |                                                      |
| 1929                                     | 1945                      | Jacques Crasnier       |           |                                                      |
| 1945                                     | décembre 1979 (décès)     | Paul Fessart           |           | ancien chef de bureau régional de la SAMDA           |
| janvier 1980                             | juin 1995                 | René Ménard            | SE        | vendeur de machines agricoles                        |
| juin 1995                                | mars 2001                 | Anne Cordier           | DVD       | chargée de relation avec l'Allemagne                 |
| mars 2001                                | mai 2020                  | Didier Roisné,         | PS        | professeur en formation professionnelle              |
| mai 2020                                 | En cours (au 28 mai 2020) | Yves Colliot           | DVG       | fonctionnaire pénitentiaire, ancien adjoint au maire |
| Les données manquantes sont à compléter. |                           |                        |           |                                                      |

### Intercommunalité
La commune est membre de la communauté urbaine Angers Loire Métropole, elle-même membre du syndicat mixte Pôle métropolitain Loire Angers.

## Population et société

### Démographie

#### Évolution démographique
L'évolution du nombre d'habitants est connue à travers les recensements de la population effectués dans la commune depuis 1793. Pour les communes de moins de 10 000 habitants, une enquête de recensement portant sur toute la population est réalisée tous les cinq ans, les populations de référence des années intermédiaires étant quant à elles estimées par interpolation ou extrapolation. Pour la commune, le premier recensement exhaustif entrant dans le cadre du nouveau dispositif a été réalisé en 2004.

En 2022, la commune comptait 5 618 habitants, en évolution de +12,32 % par rapport à 2016 (Maine-et-Loire : +2,12 %, France hors Mayotte : +2,11 %).
| 1793 | 1800 | 1806 | 1821 | 1831 | 1836 | 1841 | 1846 | 1851 |
| ---- | ---- | ---- | ---- | ---- | ---- | ---- | ---- | ---- |
| 810  | 409  | 608  | 677  | 650  | 696  | 761  | 820  | 850  |

| 1856 | 1861 | 1866 | 1872 | 1876 | 1881 | 1886 | 1891 | 1896 |
| ---- | ---- | ---- | ---- | ---- | ---- | ---- | ---- | ---- |
| 796  | 798  | 764  | 753  | 737  | 705  | 719  | 760  | 714  |

| 1901 | 1906 | 1911 | 1921 | 1926 | 1931 | 1936 | 1946 | 1954 |
| ---- | ---- | ---- | ---- | ---- | ---- | ---- | ---- | ---- |
| 703  | 701  | 691  | 595  | 631  | 643  | 636  | 675  | 679  |

| 1962 | 1968 | 1975  | 1982  | 1990  | 1999  | 2004  | 2006  | 2009  |
| ---- | ---- | ----- | ----- | ----- | ----- | ----- | ----- | ----- |
| 656  | 821  | 1 395 | 2 266 | 3 867 | 4 851 | 4 578 | 4 677 | 5 020 |

| 2014  | 2019  | 2022  | - | - | - | - | - | - |
| ----- | ----- | ----- | - | - | - | - | - | - |
| 4 980 | 5 439 | 5 618 | - | - | - | - | - | - |

#### Pyramide des âges
La population de la commune est relativement jeune.
En 2018, le taux de personnes d'un âge inférieur à 30 ans s'élève à 34,4 %, soit en dessous de la moyenne départementale (37,2 %). À l'inverse, le taux de personnes d'âge supérieur à 60 ans est de 26,9 % la même année, alors qu'il est de 25,6 % au niveau départemental.
En 2018, la commune comptait 2 590 hommes pour 2 708 femmes, soit un taux de 51,11 % de femmes, légèrement inférieur au taux départemental (51,37 %).
Les pyramides des âges de la commune et du département s'établissent comme suit.
| Hommes | Classe d’âge | Femmes |
| ------ | ------------ | ------ |
| 0,3    | 90 ou +      | 0,5    |
| 4,9    | 75-89 ans    | 5,8    |
| 20,7   | 60-74 ans    | 21,5   |
| 21,8   | 45-59 ans    | 22,4   |
| 16,1   | 30-44 ans    | 17,1   |
| 16,0   | 15-29 ans    | 15,2   |
| 20,2   | 0-14 ans     | 17,5   |

| Hommes | Classe d’âge | Femmes |
| ------ | ------------ | ------ |
| 0,9    | 90 ou +      | 2,1    |
| 7      | 75-89 ans    | 9,5    |
| 16,2   | 60-74 ans    | 16,9   |
| 19,4   | 45-59 ans    | 18,7   |
| 18,2   | 30-44 ans    | 17,5   |
| 18,8   | 15-29 ans    | 17,6   |
| 19,5   | 0-14 ans     | 17,6   |

### Distinction
Ville fleurie : trois fleurs au palmarès 2008 du concours des villes et villages fleuris.

### Enseignement
Située dans l'Académie de Nantes, Beaucouzé compte quatre écoles : trois écoles publiques (Jacques Prévert, Maurice Ravel et Émilie Oberkampf) et une école privée (Saint-Étienne).

### Sports
En 2009, Beaucouzé comporte plusieurs associations sportives regroupées au sein du Sporting Club de Beaucouzé : APED (activité physique de détente et d'entretien), arts martiaux, athlétisme, badminton, basket-ball, cyclisme, escalade, football, gymnastique et twirling, handball, tennis, tennis de table, pétanque, volley-ball.

### Manifestations culturelles et festivités
La fête communale se déroule le deuxième week-end du mois de mai.

## Économie

### Revenus de la population et fiscalité
En 2010, le revenu fiscal médian par ménage était de 38 813 €, ce qui plaçait Beaucouzé au 3 167e rang parmi les 31 525 communes de plus de 39 ménages en métropole.

### Activités
Sur 676 établissements présents sur la commune à fin 2010, 3 % relèvent du secteur de l'agriculture (pour une moyenne de 17 % sur le département), 11 % du secteur de l'industrie, 8 % du secteur de la construction, 69 % de celui du commerce et des services et 9 % du secteur de l'administration et de la santé. Cinq ans plus tard, en 2015, sur les 915 établissements présents, 2 % relèvent du secteur de l'agriculture (pour une moyenne de 11 % sur le département), 8 % du secteur de l'industrie, 8 % de celui de la construction, 74 % du secteur du commerce et des services et 8 % de celui de l'administration et de la santé.

### Secteur industriel et commercial
Dans les années 1950, les communes de la première couronne de la banlieue d'Angers, comme Beaucouzé, sont les terres d'accueil des grandes surfaces. Celle-ci développe dans les années 1970 plusieurs parcs d'activités industriels, commerciaux et artisanaux. La zone, qui regroupe de grandes enseignes, contribue au développement économique de l'ouest de l'agglomération d'Angers,,.
Elle compte six zones d'activités regroupant près de 400 entreprises : zone industrielle d'Angers-Beaucouzé, parc commercial de l'Hoirie, parc commercial du Pin, parc commercial du Landreau, écoparc commercial L'Atoll, ainsi que le parc scientifique Angers-Technopole.
Le complexe commercial à vocation régionale, baptisé L'Atoll, a été ouvert au public en avril 2012.

### Secteur administratif
Une partie de la technopole d'Angers se situe sur la commune de Beaucouzé, avec la présence du Centre de recherches agronomiques d'Angers-Beaucouzé, rattaché à l'INRA depuis 1946, ou encore d'un centre Météo-France.
Le site technopolitain de Belle-Beille - Beaucouzé compte une concentration d'établissements de formation supérieure agronomique et de laboratoires de recherche en biotechnologies végétales.

## Culture locale et patrimoine

### Lieux et monuments
Plusieurs monuments sont situés sur la commune :
- Église Saint-Gilles, des XIIIe au XIXe siècles[41] ;
- Château de Guinezert ;
- Château de Mollière, des XVe au XIXe siècles[42] ;
- Château de Vilnière, du XIXe siècle ;
- Manoir de La Césardière, du XVIe siècle ;
- Moulin de La Farauderie (1903), avec sa tour à cinq étages[43].

Autres lieux :
- Le Couzé, étang situé sur à la commune.

### Médiathèque
Une médiathèque, baptisée Anita Conti et inaugurée en septembre 2006, est ouverte au public sur les bords du Couzé.

### Personnalités liées à la commune
- Général de division Charles Nicolas Lacretelle (1822-1891), saint-cyrien, député de Maine-et-Loire (1888-1891), maire de Beaucouzé, grand officier de la Légion d'honneur.
- Serge Bardy, député de la sixième circonscription de Maine-et-Loire de juin 2012 à juin 2017, y réside depuis 1982.
- Nicolas Mahut, joueur de tennis ayant grandi sur la commune, connu pour avoir disputé contre John Isner le match de tennis le plus long de tous les temps lors du tournoi de Wimbledon en 2010. Il a également remporté le Grand Chelem en carrière en double.
- Maxime Chabroud (1991 - ), connu sous le pseudonyme et anagramme Amixem, est un vidéaste web travaillant à Beaucouzé aux côtés d'autres vidéastes[44].